# Albânia
A Albânia (em albanês:  Shqipëri/Shqipëria), oficialmente República da Albânia (em albanês:  Republika e Shqipërisë), é um pequeno país montanhoso da península Balcânica, no sudeste da Europa. Tem uma área total de 28,748 km² e uma população de quase 3 milhões de habitantes.
Situada na borda ocidental da península Balcânica, limita-se ao norte com o Montenegro, a nordeste com o Kosovo, a leste com Macedônia do Norte e Grécia e ao sul e oeste com o Mar Adriático, do outro lado do qual se encontra a Itália. A língua oficial é o albanês. Na atualidade, a Albânia está entre os países menos desenvolvidos da Europa. Segundo dados de 2011, cerca de 53% da população da Albânia vive em zonas urbanas (dos quais cerca de 25% vivem na capital Tirana), e 47% em zonas rurais. Em 2012, existiam na Albânia aproximadamente 120 000 automóveis.
A Albânia foi uma nação socialista da Segunda Guerra Mundial até 1992. Todavia, rompeu relações com a ex-União Soviética em 1961, e aliou-se à China. O rompimento com a União Soviética separou a Albânia dos contatos com a maioria dos outros países. Poucos visitantes estrangeiros tinham permissão de entrar na Albânia. A partir de 1978, as relações com a China ficaram estremecidas. A Albânia fez parte do Império Otomano por mais de 400 anos. Conquistou sua independência em 1912. Seu nome em albanês é Shqipëria, que significa A Terra da Águia. O nome oficial da Albânia é Republika e Shqipërisë (República da Albânia). Tirana, com cerca de 454 000 habitantes, é a capital e maior cidade do país.
O país é membro das Nações Unidas, do Banco Mundial, da UNESCO, da Organização do Tratado do Atlântico Norte (OTAN), da Organização Mundial do Comércio (OMC), do Conselho da Europa (COE), da Organização para a Segurança e Cooperação na Europa (OSCE) e da Organização para a Cooperação Islâmica (OCI). É também um candidato oficial para a adesão à União Europeia. Além disso, é um dos membros fundadores da Comunidade da Energia, incluindo a Organização de Cooperação Econômica do Mar Negro e a União para o Mediterrâneo.

## Etimologia
O nome Albânia, do grego Albanía e do latim Albania, aparece pela primeira vez com Ptolomeu (c. 90 — Canopo c. 168) referindo-se ao país considerado. Já como região da Ásia Menor, à margem do Cáspio, aparece com Plínio (23–79), ademais do fato de que os gentílicos latinos albanenses, albaniaci, albanienses e albani signifiquem, em diferentes situações textuais dos clássicos latinos, os habitantes das duas Albânias acima referidas e ainda da região de Alba Longa, perto do Lácio, na Itália, e duma Albânia na Tarraconense. A Albânia de que se trata neste artigo parece ter o nome formado da raiz céltica alp, "altura", de que o vocábulo Alpes é cognato. Os albaneses a si mesmos se chamam skipetars, "moradores de terras altas".

## História

### Origens
Entre o fim da Idade do Bronze e o começo da Idade do Ferro (c. 1 000 a.C.), os indo-europeus chegaram à Ilíria, região de litoral recortado e ásperas montanhas, cuja ocupação datava do Paleolítico. A partir do século VII a.C., mantiveram frequentes contatos com os gregos e macedônios, seus vizinhos do sul, sem perder, no entanto, a identidade. Organizaram-se, com o tempo, em uma variedade de principados autônomos, que Filipe (c. 359–336 a.C.) e Alexandre (336−323 a.C.) da Macedônia anexaram, um a um. Depois da morte de Alexandre e da fragmentação do seu império, todos esses pequenos Estados recuperaram a independência.

### Epiro
O reino de Epiro, com capital em Janina, distinguira-se dos demais e conheceu sob Pirro (c. 295–272 a.C.) da dinastia dos molossos uma era de esplendor. Pirro fez guerra aos romanos e bateu-os, sofrendo perdas consideráveis, em Heracleia (280 a.C.) e Ásculo (279 a.C.). Daí a expressão "vitória de Pirro". Ocupou depois, por algum tempo, a Sicília. Derrotado em Benevento (275 a.C.) por Cúrio Dentato abandonou suas pretensões na península Itálica pela conquista do Peloponeso e morreu em Argos.

### A Ilíria romana
No século II a.C., os ilírios caíram sob o domínio de Roma, que fora sempre a vítima principal da sua pirataria no mar. Em 228 a.C., o cônsul Gneu Flávio pôs uma esquadra de duzentos barcos no Adriático, com o que a rainha ilíria, Teuta, se rendeu. Mas o último rei ilírio do interior não depôs as armas até 168, e só em 27 a.C., desbaratada a resistência popular, pôde ser o país reduzido à condição de província romana. Vinho, azeite, queijos de cabra e peixe fresco da Ilíria passaram a figurar nos cardápios romanos.
Em continuação à via Ápia, uma grande estrada — a via Egnácia — foi construída através do território. ligando Dirráquio (Durazzo) a Tessalônica e a Bizâncio. Vínculo importante com a Ásia, por ela chegavam do Oriente joias, brocados, perfumes e especiarias.
Esse grande movimento comercial enriqueceu a província. Apolônia da Ilíria, que fora colônia coríntia já em 588 a.C., tornou-se centro cultural de nomeada. Júlio César mandou que seu sobrinho Otávio completasse ali a sua educação. Em 43 a.C., quando da partilha do mundo pelos segundos triúnviros, o rio ilírio Drino foi escolhido como limite entre os domínios de Marco Antônio (Oriente) e Otávio (Ocidente).
Não se extinguiram, porém, com o prestígio e o progresso, os sentimentos nacionalistas do povo ou a sua paixão de liberdade.
Otávio foi obrigado a submeter em pessoa os dálmatas do nordeste (c. 35–33 a.C.) — o que lhe aumentou a popularidade em Roma — e Tibério teve de sufocar uma segunda revolta, ainda pior (c. 6–9 d.C.).
O século I viu a conversão do país ao cristianismo por dois apóstolos, São Asto, de Durres (Durazzo), e São Donato, de Vlorë. A província, que lutara bravamente pela preservação da sua personalidade nacional, já se tinha romanizada a essa época e começava a influir nos destinos do império. Acabou por dar no século III, vários césares a Roma: Aureliano, natural de Sirmio, Diocleciano, de Saiona, e Constantino, de Naísso.
Com a reorganização do império no ano 379; dividiu-se em duas províncias irmãs, a Ilíria ocidental e a oriental, que incluía, além da Dácia. a Macedônia e a Grécia (Acaia). Em 395, na grande cisão, passaram ambas a integrar o império romano do Oriente.

### Invasões
Dos séculos III ao V, a região foi assolada por sucessivas invasões bárbaras, sobretudo de visigodos e hunos. Nos séculos VI e VII chegaram os eslavos que, em cem anos, conseguiram transformar completamente a etnia do país. As populações primitivas refugiaram-se nas montanhas mais inacessíveis e os albaneses de hoje são descendentes diretos desses poucos remanescentes que guardaram a pureza da língua ilíria de tronco indo-europeu.
O país permaneceu, todavia, sob domínio bizantino até o século IX. Foi conquistado, então (c. 870), pelos búlgaros. Em 1018, foi reconquistado pelos bizantinos (Basílio II Bulgaróctono). Nos séculos XI e XII, amiudaram-se as invasões normandas, encabeçadas por Roberto Guiscardo e por seu filho Boemundo. Roberto tomou Dirráquio em 1082, vencendo a resistência do imperador Aleixo I Comneno. O nome Albânia reaparece então no relato que fez sua filha, Ana Comnena, sobre o episódio.

### Despotado do Epiro
O cisma religioso do ano 1054 colocou certas áreas do norte sob a influência da Igreja romana. Os senhores feudais da região ganharam, assim, mais um elemento de diversidade em que basear suas reivindicações de autonomia. A queda de Constantinopla na IV cruzada e a desaparição dos comnenos, cujo império foi tragado pelo latino do Oriente, levaram à criação na Albânia de principados independentes.
O mais importante foi o do Epiro, fundado (1204) por Miguel I Comneno Ducas, que compreendia não só o território do antigo Epiro de Pirro, mas quase toda a atual Albânia e algumas áreas circunvizinhas. Seu sucessor.Teodoro Comneno Ducas destronou o imperador latino, legitimamente eleito, Pedro de Courtenay: capturou-o quando se ia a caminho de Constantinopla para a sua sagração; e fez-se coroar em Salonica. Mas foi derrotado logo em seguida, também no caminho de Constantinopla, por João Asen II da Bulgária. O perdido despotado foi reconstituído depois da morte de João por Miguel II Comneno Ducas, mas teve vida efêmera. Em 1264, Miguel VIII Paleólogo reincorporou-o ao Império Bizantino.
Desde 1261, toda a região era reclamada por Carlos de Anjou, irmão de São Luís e rei de Nápoles. Em 1269, instalou-se em Vlorë. Em 1272, proclamou-se rei da Albânia. Foi o primeiro a assumir tal título. No século XIV. o país caiu sob o domínio dos sérvios e se integrou no império de Estêvão Uresis IV. À sua morte (1355), a Albânia fragmentou-se mais uma vez. Dos pequenos reinos então formados, os mais importantes parecem ter sido os de Tópia, Blasha e Shpta. Suas lutas internas e rivalidades com Veneza levaram à intervenção dos turcos, inimigos dos venezianos.

### Os turcos

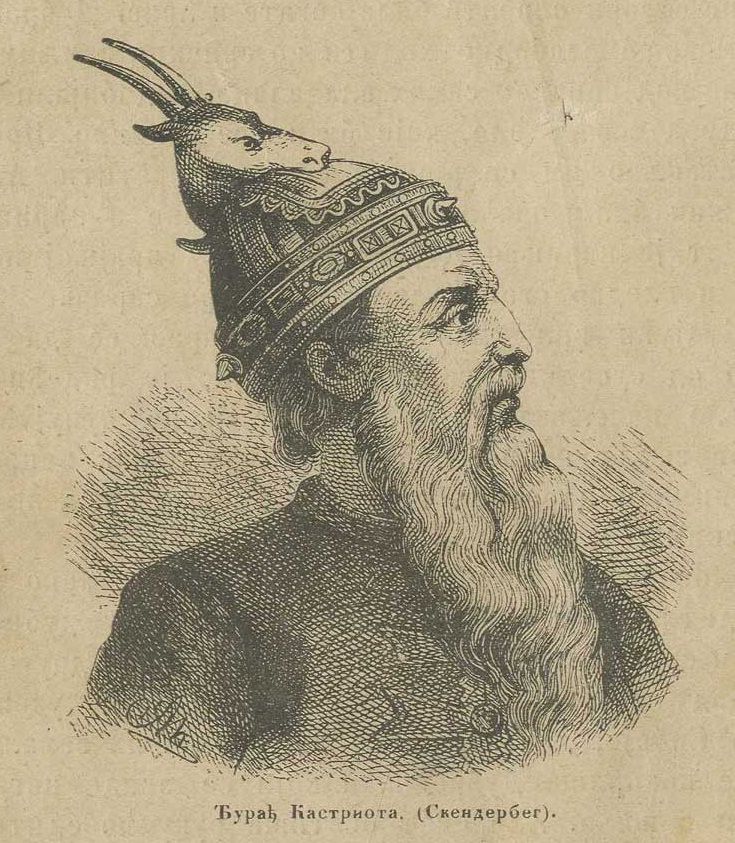
Depois de servir ao Império Otomano por 20 anos, Skanderbeg (Skanderbëu na língua local) desertou e uniu os vários clãs que habitavam a região numa rebelião que atrasou o avanço otomano na Europa por 25 anos. É considerado herói nacional e criador do conceito de Albânia como nação.

Os excessos da ocupação otomana provocaram revoltas esporádicas e locais. A aparição de um chefe carismático, George Kastrioti Skanderbeg, canalizou a insatisfação popular numa verdadeira guerra santa contra o Crescente. O papa Pio II, Piccolornini, fez apelos em favor dos albaneses junto aos reis da cristandade e pregou uma nova cruzada. Mas a falta geral de entusiasmo pela ideia, evidente no Congresso de Mântua (1450), abortou o projeto.
A oportunidade para a sublevação nacional foi a guerra turco-húngara de 1443. Murade II, de quem Skanderbeg fora ironicamente o favorito, enviou contra ele o seu melhor general. Batidos na fronteira, os turcos acabaram por firmar uma trégua (1461). Teve curta duração. Em 1466 e 1467, os turcos voltaram e por duas vezes puseram sítio a Croia (Kruja). Da primeira, o próprio sultão, já a essa altura Maomé II, o Conquistador, comandou o ataque, com 200 000 homens. A praça resistiu.
Skanderbeg (tratado de Gaeta, 1451) tinha assinado uma aliança de vassalagem com Afonso I de Nápoles, V de Aragão. Não estava completamente só. E, enquanto foi vivo, a Porta não conquistou a Albânia. Morto em 1468, invicto, mas velho e doente, o domínio otomano se estendeu rapidamente sobre todo o país.
Foi uma dominação cruel. Os séculos XVI e XVII viram a conversão das populações terrorizadas ao islã, o recrutamento forçado para os exércitos do sultão, a emigração em massa para a Sicília e a Calábria. Os antigos principados autônomos foram submetidos a paxás e esses muitas vezes usaram em seu proveito a revolta larvada da população local. Vários deles tentaram fazer-se independentes.
A morte de Skanderbeg tivera outra consequência: a expansão das possessões venezianas. Veneza, que já era senhora, desde o século XV, de Durres e Scutari, anexou, então, a maior parte do principado de Croia (Kruja). Agora, com a chegada dos turcos, foi obrigada a ceder-lhes tudo: primeiro, Scutari e Kruja, depois Durrés (1502).
Sob ocupação turca, a Albânia conheceu um longo peno de estagnação. A administração apoiou-se de início numa rede de feudos militares, não hereditários. mas aos poucos deixou-se envolver pelos grandes proprietários fundiários. de que passou a depender e cuja riqueza passava de pai para filho, o que eternizava o sistema. Só no século XVIII o país começou a sair da imobilidade. Houve um surto de atividade econômica, embora fraco, e alguns principados conheceram certo florescimento. O mais notável foi o de Janina, nas montanhas do sul, onde Ali, paxá de Tebelen, que se fizera senhor do Epiro, construiu estradas e promoveu a indústria. O sultão marchou contra ele em 1813. O cerco de Janina durou dois anos (1820–1822) e poderia ter durado mais, se Ali não fosse assassinado à traição durante uma conferência com Kurshid paxá, comandante das forças da Porta.
Em 1830 houve o massacre de Monastir; em 1831, a tomada de Shkodér, que fora sede, até 1796, do paxá Karamahmut; em 1839, as reformas chamadas de Tanzimat, que instalaram um novo modelo de administração; em 1847, a revolta geral dos albaneses contra os turcos.

### O movimento de independência
O Congresso de Berlim (1877–1878), que mudou a face da Europa, deu terras da Albânia ao vizinho Montenegro. Com o assentimento dos turcos, os albaneses formaram urna liga (de Prizren) contra a espoliação, e as potências puseram navios no Mar Adriático em apoio a Montenegro. Reconhecendo, tardiamente, que a luta era, no fundo, pela independência, os turcos apoiaram a esquadra, e os albaneses perderam os portos de Antivardi e Dulcigno. O movimento nativista procurou, então, outros caminhos. Fundaram-se escolas para a difusão da língua, editaram-se livros, e veio a lume o primeiro jornal, Drita. Mas a liga de Prizren teve de ser dissolvida. A revolução dos jovens Turcos (1908) deu novo ânimo aos patriotas, que passaram a reclamar uma Albânia autônoma no seio do império.
As Guerras dos Balcãs punham em perigo o território nacional, que era cobiçado por montenegrinos, sérvios e gregos. O velho diplomata Ismail Kemal Vlórë, depois de assegurar apoio das capitais europeias, proclamou a independência (28 de novembro de 1912) em Vlorë, tendo sido escolhido para encabeçar o governo provisório. A Conferência de Londres de 1912–1913 reconheceu o fato e pôs a Albânia neutra sob a proteção das grandes potências. Cosovo ficou, todavia, com a Sérvia, embora tivesse uma população de 800 000 albaneses. A fronteira com a Grécia foi determinada por um protocolo posterior, de Florença (1913).
As potências indicaram Guilherme de Wied, príncipe renano, como rei da Albânia. Não conseguiu governar. Os gregos tomaram Gjirokaster os montenegrinos Scutári e uma revolta de inspiração turca rebentou em Tirana. O soberano, que assumira em março de 1914, retirou-se em 3 de setembro. Em agosto tinha começado a Primeira Guerra Mundial. Assediada por todos os lados, apesar de neutra, a Albânia foi ocupada pelos beligerantes até 1918. Na Conferência de Paris, o presidente Wilson impediu a partilha do seu território entre os vizinhos, mas só na Conferência dos Embaixadores (1921) foram reconhecidas como válidas as suas fronteiras de 1913. Desde 1920, tinha formado governo próprio, sob Suleiman Delvina, escolhera Tirana para capital e entrara para a Sociedade das Nações. As forças de ocupação deixaram, então, o país: primeiro os aliados, franceses e italianos, por fim os iugoslavos.
Não foram fáceis os primeiros anos do pós-guerra. A única figura notável é a de Ahmed Zogu, jovem senhor feudal do Mati, chefe do clã dos Zogoli, que se fez ministro do Interior de 1920 a 1922 e primeiro-ministro de 1922 a 1924. Uma revolução liberal derrubou-o em junho, mas em dezembro voltava ao país, com recursos e homens reunidos na Iugoslávia. Aliou a Albânia à Itália por dois tratados (1926–1927) e, um ano mais tarde, passava de presidente da república a rei, como Zog I.

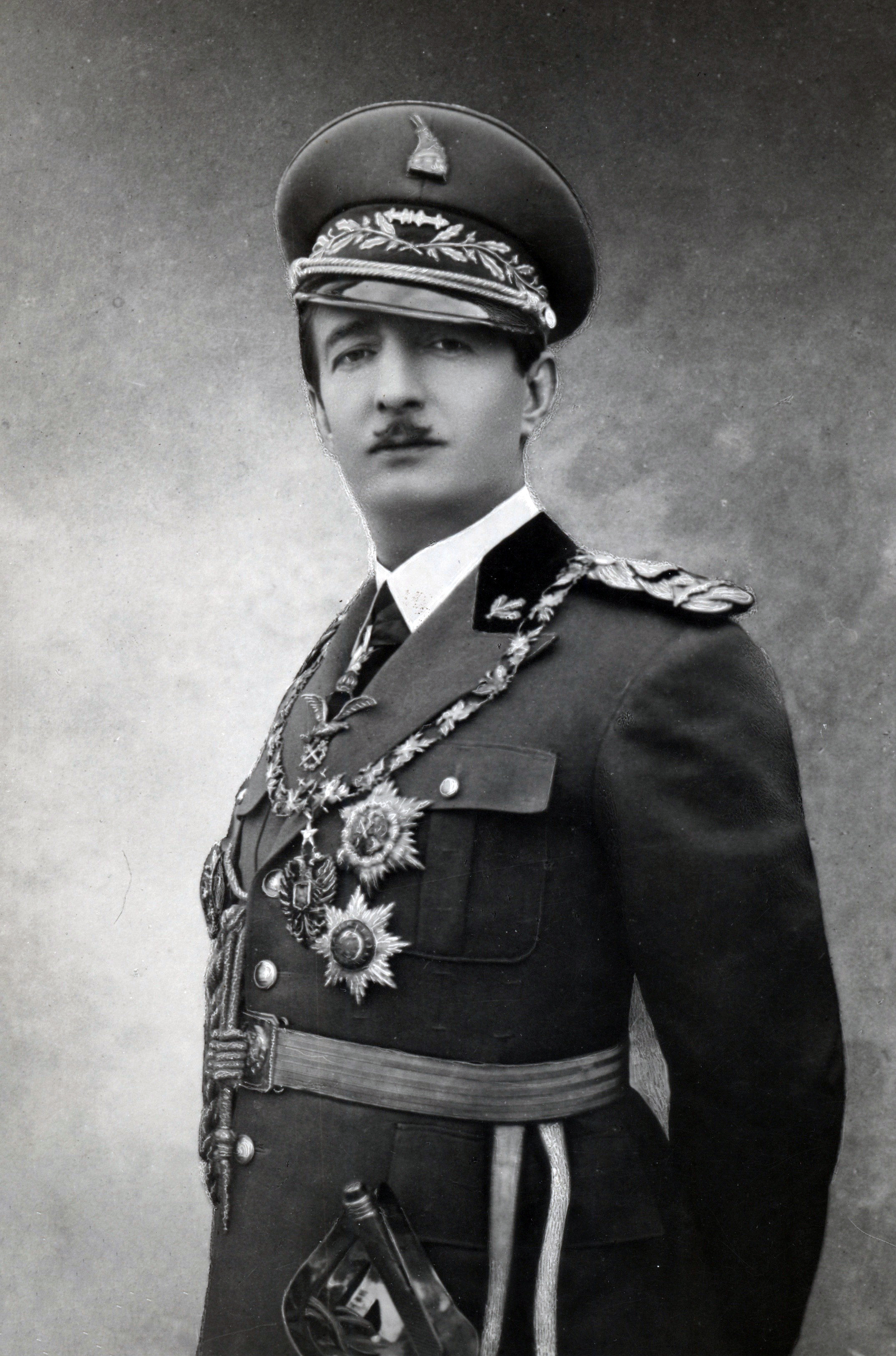
Presidente e Rei Zog da Albânia.

Sua carreira se confunde, até 1939, com a história da Albânia. Ditador, restabeleceu a ordem, mas governou apoiado na gendarmaria e nos latifundiários. A Itália, que investira grandes capitais no país, fundara e financiara o Banco da Albânia (1925); financiou também a ditadura com empréstimos sucessivos, por motivos políticos. Ao fim, Mussolini resolveu intervir. Depois de apresentar uma lista de exigências extremas, como a união aduaneira e o estacionamento de forças armadas, invadiu o país na sexta-feira da Paixão de 1939. Zog fugiu e uma assembleia fantoche deu a coroa da Albânia a Vítor Emanuel III.
A ocupação italiana durou de 1939 a 1944. O país, foi colonizado e adaptado ao modelo fascista. Em 1940, serviu de base à conquista italiana da Grécia. Em 1941, ao ataque alemão. Deu-se nesse ano o atentado de Vasil Laci contra o Vítor Emanuel III, em visita oficial. É que a resistência não esmorecera, apenas se tinha recolhido à clandestinidade. Aí formou-se, em 1941, uma Frente Nacional Libertadora, sob chefia comunista (Enver Hoxha). Outro grupo, igualmente antifascista e antizoguista, mas não comunista, arregimentou-se sob a chefia de Midhat Frashcri (Frente Nacional). Em 1943, graças aos esforços aliados, os dois movimentos se uniram num Comitê de Salvação Pública (acordo de Mukaj), que Hoxha abandonou, mais tarde, por influência de Tito. Abas Kupi, até então aliado de Hoxha, separou-se dele e formou um terceiro grupo, antifascista mas zoguista: os legaliteti.
À rendição italiana (1943), seguiu-se a proclamação pela Alemanha da independência da Grande Albânia étnica e a luta pela hegemonia entre os diversos movimentos da resistência. Hoxha venceu. Em 1944, era fundado um comitê antifascista da revolução nacional. Hoxha tornou-se comandante-chefe do exército clandestino de libertação nacional, que expulsou, 29 de Novembro, os remanescentes alemães enquanto o comitê se transformava em governo provisório e obtinha reconhecimento internacional. Em 1945, as eleições gerais para a assembleia constituinte deram maioria maciça a Hoxha, e o partido comunista assumiu o poder. A Albânia voltara às fronteiras de 1913.

### Período socialista

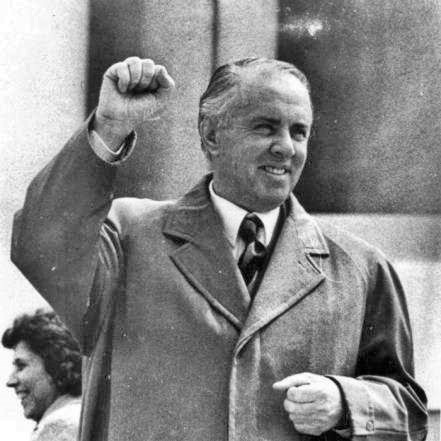
Enver Hoxha, presidente da República Popular Socialista da Albânia.

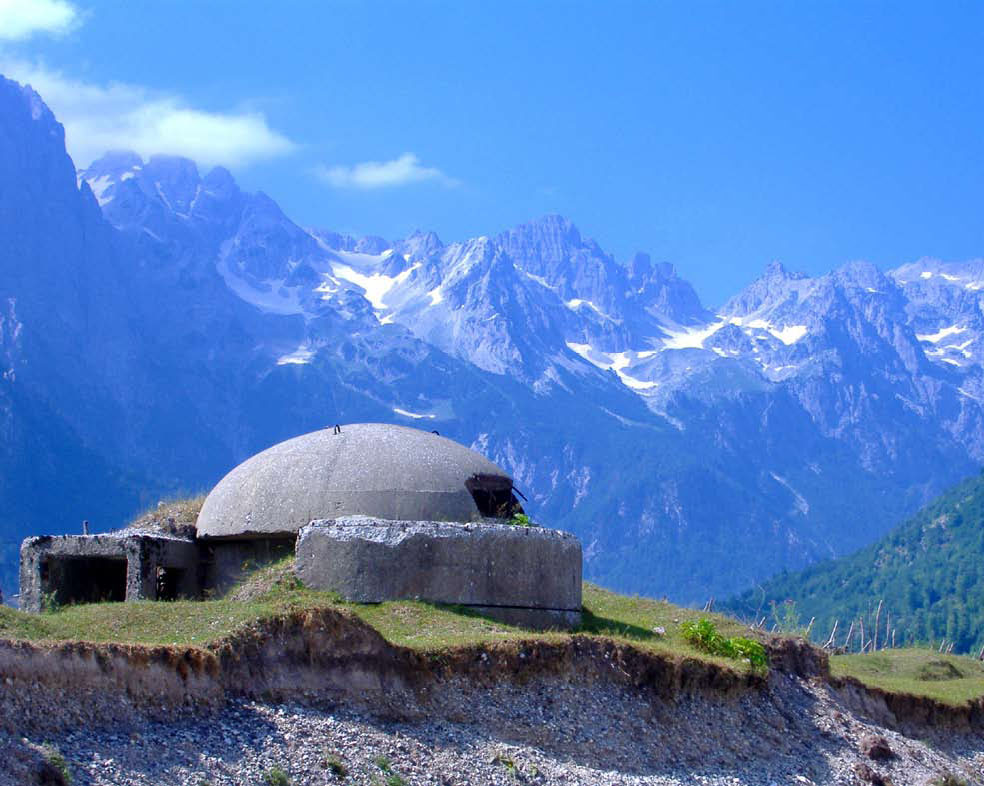
Uma das mais de 750 000 casamatas construídas na Albânia durante o período comunista.

A reconstrução foi penosa e a repressão interna sem quartel. A Constituição de 1946 criou a República Popular da Albânia. Dez anos depois, o país era admitido na Organização das Nações Unidas. Sua política moldou-se de início à da ex-União Soviética, a ponto de romper com a Iugoslávia em 1948. Mas já em 1961, ao tempo de Khrushchev, rompia com a ex-União Soviética. A partir daí, a Albânia seguiu a linha chinesa. Em 1968, o país retirou-se do Pacto de Varsóvia, ao qual aderira em 1955. A hostilidade contra a Iugoslávia permaneceu aguda. Em dezembro de 1976 entrou em vigor uma nova constituição que declarava a Albânia uma República Socialista Popular e reafirmava a política de autossuficiência.
O governo albanês foi o único a recusar a destalinização em 1956. A Albânia era a ditadura mais severa da Europa. O governo implementou reformas destinadas à modernização económica e alcançou resultados significativos na industrialização, desenvolvimento agrícola, educação, artes e cultura, o que contribuiu para um aumento geral do nível de vida.
Em 1978, a Albânia rompeu relações com a China, pondo fim a um longo processo de cooperação que se iniciara em 1963 com uma visita a Tirana do primeiro-ministro Chu En-Lai. O rompimento com a China acentuou o isolamento internacional da Albânia, que só voltaria a normalizar suas relações internacionais no final dos anos 1980.

### A década de 1980
Em dezembro de 1981 Mehmet Shehu, chefe do Conselho de Ministros (primeiro-ministro) desde 1954, foi morto num atentado. Adil Çarçari, vice de Shehu, assumiu o governo. Em setembro de 1982 as autoridades frustraram uma tentativa de invasão do país por um grupo de exilados albaneses. Em novembro, Ramiz Alia substituiu Haxhi Lleshi na liderança do Presidium da Assembleia do Povo. No ano seguinte diversos ex-ministros foram executados.
Enver Hoxha morreu em abril de 1985 e Alia sucedeu-lhe como primeiro-secretário do Partido do Trabalho da Albânia (PPSh). Em março de 1986 Nexhamije Hoxha, viúva de Hoxha, foi eleita líder do Conselho Geral da Frente Democrática da Albânia. Alia foi reeleito primeiro-secretário do PPSh em novembro de 1986 e presidente do Presidium da Assembleia do Povo em fevereiro de 1987. Nessa mesma data, Çarçari foi renomeado chefe do Conselho de Ministros.

### A queda do regime socialista
Em 1989 a onda de mudanças que varria a União Soviética e a Europa oriental chegou à Albânia, com as primeiras manifestações antigovernamentais e tentativas de fuga em massa do país.
A insatisfação política era alimentada pelo agravamento da crise econômica, na qual os velhos problemas da baixa produtividade, da ineficiência e da obsolescência tecnológica viram-se agravados nessa época por uma prolongada seca que, além de fazer cair o produto agrícola, reduziu drasticamente a geração de energia elétrica.
A democratização da Albânia começou em 1990 e avançou em ritmo célere ao longo de 1991. O colapso do comunismo — que ameaçava provocar a desintegração política, social e econômica do país — refletiu-se num episódio de fevereiro de 1991, quando uma multidão derrubou, na praça principal de Tirana, a estátua do ex-presidente comunista Enver Hoxha.
A partir de 1990 o governo começou a reorientar o país rumo à economia de mercado e a reintegrá-lo à economia mundial. Após conceder maior autonomia financeira às empresas, com salários baseados na produtividade, e anunciar a intenção de acabar com os subsídios estatais aos alimentos, o governo divulgou a realização de negociações com vistas à entrada do país no Fundo Monetário Internacional (FMI) e no Banco Mundial.
Também foi aprovada uma lei de proteção aos investimentos estrangeiros e anunciada a criação do Banco Ilíria, uma joint-venture com capitais suíços. Em 1991 foi estabelecido o Comitê para a Reorganização da Economia, destinado a promover a privatização das empresas estatais.
Na arena política, o governo do PPSh tentou, a princípio, dosar o ritmo das reformas para não perder o controle da situação. Em 1989, promoveu uma anistia limitada de presos políticos, permitiu a apresentação de até três candidatos nas eleições para a Assembleia do Povo, promoveu a reforma judiciária, com a recriação do Ministério da Justiça (extinto em 1966), liberou as viagens de férias ao exterior, regulamentou o direito à livre manifestação e marcou nova eleição parlamentar para o início de 1991. Tais paliativos, contudo, não impediram que a hegemonia dos comunistas fosse em breve atropelada pelos fatos.
Premido por uma sucessão de greves e manifestações em todo o país, além da fuga de 15 000 pessoas (até meados do ano 46 000 outras deixariam o país), o governo autorizou, em dezembro de 1990, a criação de partidos de oposição (dias depois nasceu a primeira agremiação oposicionista, o Partido Democrático da Albânia — PDSh) e ampliou os expurgos dos seguidores da linha-dura nas fileiras do partido oficial.
Em fevereiro de 1991 Alia substituiu o primeiro-ministro Adil Çarçari pelo reformista Fatos Nano e anistiou todos os presos políticos. A eleição parlamentar de 1991, a primeira a ser disputada no sistema pluripartidário desde 1923, trouxe em seus resultados eleitorais um impasse político: embora os eleitores das cidades votassem em peso na oposição, os comunistas do PPSh, conseguiram vencer o pleito com o voto das regiões rurais, onde se concentrava 63% da população. Tal resultado gerou uma série de protestos (os mais graves na cidade de Shkoder) e greves que, juntos com o boicote da oposição liderada pelo PDSh, acabaram por causar em junho a substituição do gabinete de Nano por um governo de salvação nacional liderado por Ylli Bufi. O PPSh mudou seu nome para Partido Socialista da Albânia (PSSh) e, sob a liderança de Nano, que substituiu Alia na presidência do partido, passou a defender e economia de mercado. O país, por sua vez, também mudara de nome em março, quando passou a chamar-se República da Albânia, com a eliminação dos adjetivos Socialista e Popular.
Em 1992, os eleitores rurais finalmente abandonaram os candidatos comunistas e contribuíram para a vitória do PDSh na eleição parlamentar de março. O país passava, então, por grandes dificuldades econômicas e sociais, com o fechamento de numerosas fábricas, hiperinflação e uma taxa de desemprego da ordem de 70%. Quase todos os alimentos disponíveis provinham da ajuda externa, os hospitais não tinham remédios e a criminalidade alcançava proporções epidêmicas.
Em 1997, a falência de um esquema financeiro fraudulento respaldado pelo Estado, que prometia lucros anuais de até 300%, causa prejuízos à população. O PSSh, oposicionista, lidera protestos em Tirana. Há confrontos, nos quais morrem pelo menos 3,5 000 pessoas. Mais de 15 000 se refugiam na Itália. Para pôr fim à crise, a eleição parlamentar é antecipada. O PSSh vence e o então presidente Sali Berisha renuncia. O Parlamento da Albânia elege Rexhep Mejdani como o novo presidente, enquanto que Fatos Nano, seu correligionário, é indicado como o novo primeiro-ministro.

### Conflito com o Kosovo
Em 1998, o assassinato do deputado Azem Hajdari, líder do PDSh, provoca distúrbios na capital. Acusado de envolvimento no crime, Nano renuncia e é substituído no cargo por outro correligionário: Pandeli Majko. No mesmo ano, a escalada de violência na província iugoslava do Kosovo leva milhares de cosovares de etnia albanesa a se refugiar na Albânia. A eclosão desses conflitos traz à tona o projeto de uma Grande Albânia, país que encerraria em suas fronteiras os albaneses da região. Os bombardeios da Organização do Tratado do Atlântico Norte (OTAN) na Iugoslávia (atual Sérvia). em março de 1999, aumentam o fluxo de albaneses cosovares para o país.

### Século XXI
Em 2002, Alfred Moisiu é eleito presidente e indica novamente Fatos Nano para primeiro-ministro. O PDSh vence a eleição parlamentar de 2005 e nomeia o ex-presidente Sali Berisha como primeiro-ministro. Nesse mesmo ano, a União Europeia (UE) sela acordo de estabilização e associação com a Albânia, o que representa o primeiro passo para a eventual entrada do país na comunidade.
Em junho de 2007, a visita do presidente dos Estados Unidos, George Walker Bush, causa comoção nacional. Albaneses do Kosovo atravessam a fronteira para ouvir Bush defender a independência do país, que formalmente ainda é um território pertencente à Sérvía. O Parlamento da Albânia elege em julho Bamir Topi (PDSh) novo presidente da Albânia. Em seu primeiro discurso como presidente, Topi também defende a independência do Cosovo. Em dezembro, o governo anuncia que pagará, a partir de 2008, um total de 417 milhões de euros às famílias de 2 000 pessoas mortas e 15 000 presas pelo regime de Enver Hoxha.
Em 17 de fevereiro de 2008, a Albânia saúda a independência do Kosovo, declarada unilateralmente nesse dia. Em abril de 2009, o país é admitido oficialmente junto com a Croácia na OTAN. No mesmo mês, Berisha formaliza pedido de adesão à União Europeia, que condiciona o ingresso do país a progressos na administração estatal e no combate à corrupção.
Na eleição parlamentar de 2009, o governista PDSh e seus partidos aliados vencem por estreita margem, conquistando 70 cadeiras das 140 em disputa, contra 66 do PSSh. Observadores internacionais criticam irregularidades no pleito, o que prejudica as aspirações do país de ingressar na UE.

## Geografia

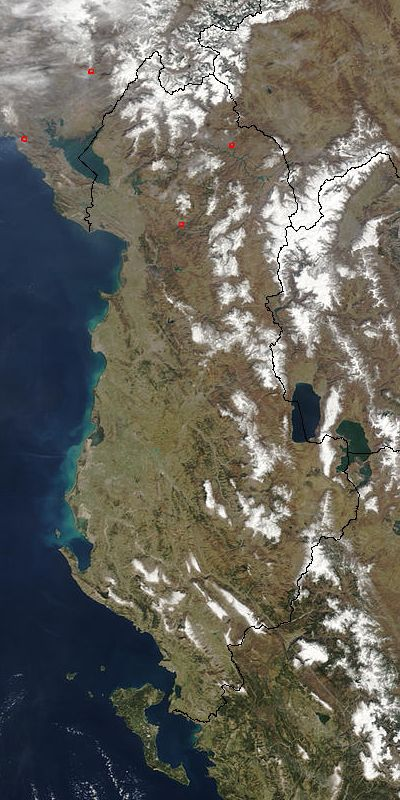
Imagem de satélite do país.

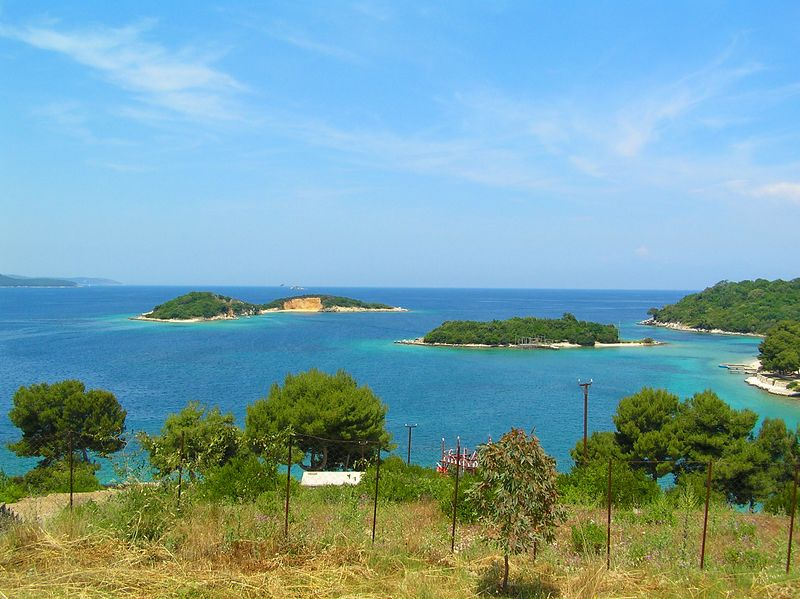
Ilhas na comuna de Ksamil, no sul do país.

A Albânia possui uma área total de 28 748 km2. Localizada entre as latitudes 39º e 43º N e, na maior parte, entre as longitudes 19º e 21º E (uma pequena área está a leste de 21º E). A costa da Albânia se estende por 476 km e se estende pelos mares Adriático e Jônico. Cerca de setenta por cento do país é montanhoso ou de colinas e normalmente inacessível do exterior. A maior montanha é o Monte Korab, situado no distrito de Dibër, na fronteira com a Macedônia do Norte, atingindo 2 753 m. O clima na costa é tipicamente mediterrânico, com invernos úmidos e verões quentes, ensolarados e secos. As condições dependem muito da altitude. As áreas acima de 1 500 m são frias, com ocorrência de neve no inverno, podendo esta permanecer até a primavera.
Além da capital, Tirana, que tem 800 000 habitantes, as cidades principais são Durrës, Korçë, Elbasan, Shkodër, Gjirokastër, Vlorë e Kukës. Na gramática albanesa, uma palavra pode ter formas definidas e indefinidas e isso também se aplica aos nomes das cidades: tanto Tiranë e Tirana, Shkodër e Shkodra são usados.
Os três maiores e mais profundos lagos tectônicos da Península Balcânica estão parcialmente localizados na Albânia. O Lago Escútare no nordeste do país tem uma superfície que varia entre 370 e 530 km2, dos quais um terço pertence a Albânia e o resto a Montenegro. O Lago de Ocrida, situado no sudeste do país, é compartilhado entre a Albânia e a Macedônia do Norte. Possui uma profundidade máxima de 289 m e uma variedade única de flora e fauna, incluindo "fósseis vivos" e outras espécies endêmicas. Por causa do seu valor natural e histórica, o Lago Acrida está sob proteção da Organização das Nações Unidas para a Educação, a Ciência e a Cultura. Há também o Lago Butrinti, que é um pequeno lago tectônico localizado no Parque Nacional de Butrinte.

### Geomorfologia e hidrografia

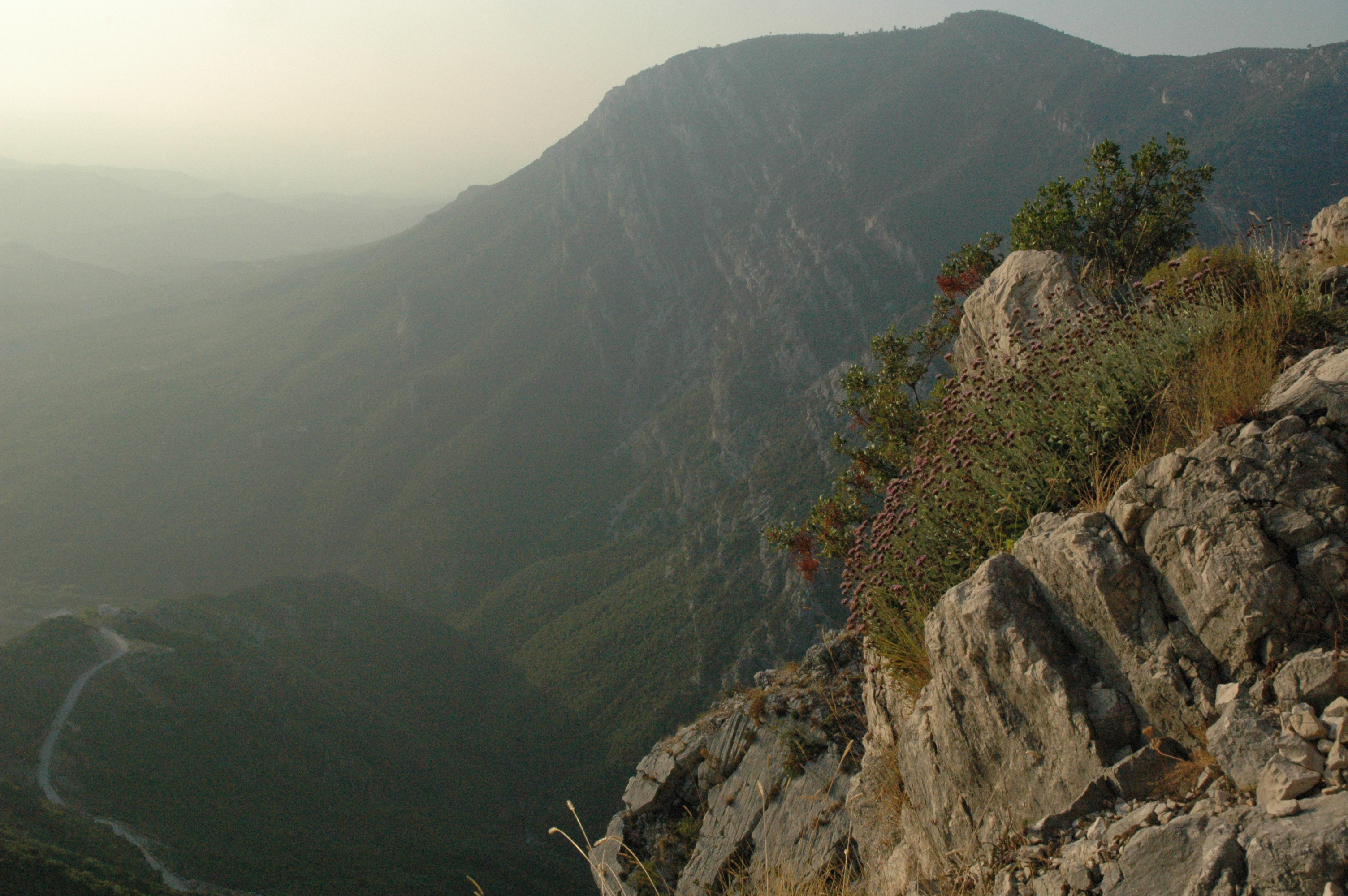
Montanhas na Albânia central.

A Albânia faz parte do sistema de Montanhas Dináricas, formado durante o Terciário e que se estende de noroeste para sudoeste, influenciando fortemente a orografia. De um modo geral, o relevo do país assemelha-se a um anfiteatro de elevadas montanhas e de platôs recortados, bordejando as terras baixas do litoral. Na região setentrional encontram-se os Alpes Albaneses do Norte, série de elevadas montanhas e platôs que tem como ponto culminante o Maja Jezercit (2 695 m), A sudoeste da região alpina localizam-se os Planaltos de Cukali, cujas altitudes variam entre 900 e 1 500 m. A Zona da Serpentina estende-se desde o sudoeste dos Alpes até próximo à fronteira com a Grécia. Paralelos a essa zona erguem-se os Planaltos Centrais, que têm como limites naturais as Planícies Costeiras e os Planaltos do Sudoeste. Há ainda a região dos Planaltos Orientais e dos Lagos Macedônios, onde, ao lado das depressões lacustres, observam-se as altas montanhas do Mal' i Thate, Morava e Gramos.
Os principais rios albaneses, como o Drin, o Shkumbin e o Vijose, atravessam o país e desembocam na planície litorânea. Alguns lagos parcialmente albaneses, como o Scutari, a noroeste, e os lagos macedônios Acrida e Prespa, entre outros, complementam o quadro hidrográfico.

### Clima
O clima da planície albanesa é tipicamente mediterrâneo, com invernos brandos ( com média de 5 °C até 10 °C) e os verões na planície albanesa são tipicamente quentes (com média em 26 °C ou mais, com máximos de 40 °C) e secos. O clima nas montanhas é continental, com grandes amplitudes térmicas. No verão as temperaturas médias andam por volta dos 23 °C, mas no inverno descem à faixa entre 0 °C e 2 °C, com extremos que chegam até -25 °C. Podem ocorrer tempestades de neve e vento; não é raro também descer para a planície o bora, vento frio e ressecante. O relevo acidentado da Albânia e a área ciclonal do Adriático causam altas precipitações (média de 1 350 mm anuais e máxima de 3 000 mm), que são das mais elevadas da Europa.

### Ecologia e meio ambiente

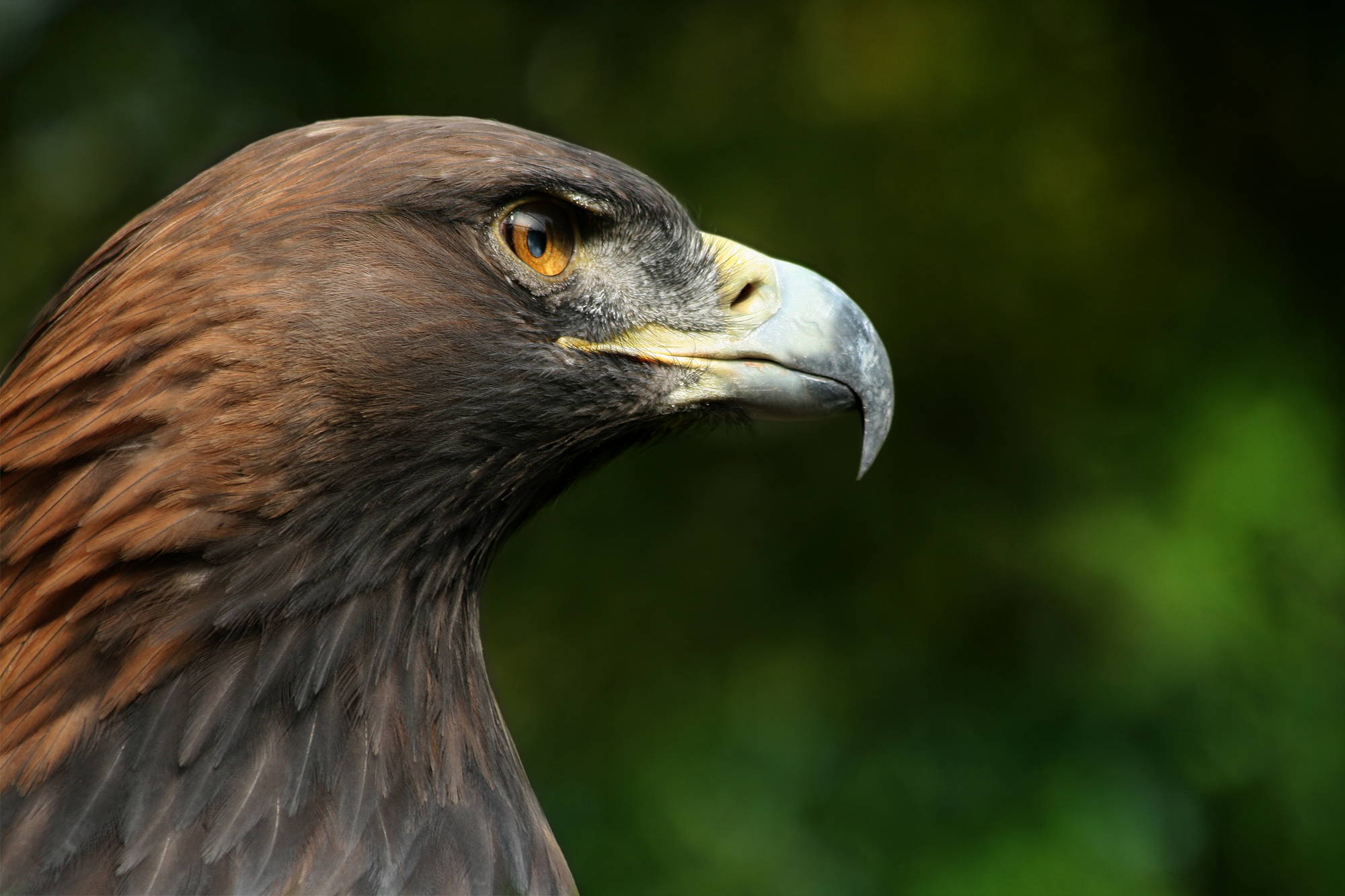
Águia-real, o símbolo nacional da Albânia.

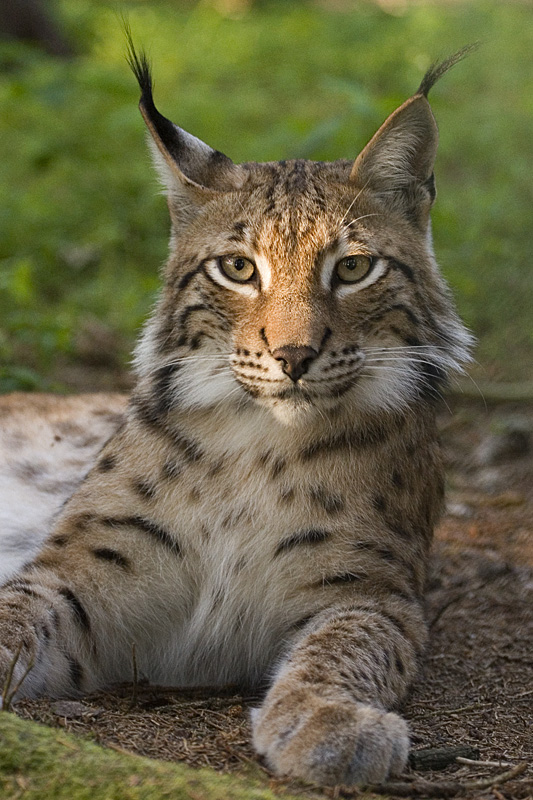
Lince, ainda existente na Albânia.

Exceto nas regiões lacustres, nos pântanos litorâneos e nas altas montanhas, a vegetação natural é constituída de florestas. Próximo da costa predomina o maqui, sendo típicas espécies de zimbros, carvalhos, mirtos e amoreiras. No interior são comuns as florestas de carvalhos. Existem florestas de faias nas vertentes mais altas das montanhas, enquanto a vegetação característica das rochas serpentinas são os pinheiros.
A fauna é tipicamente mediterrânea, destacando-se, entre os mamíferos, o chacal, a cabra selvagem e o porco-espinho e, entre as aves, o grande cuco e a toutinegra. Existem várias espécies de répteis e insetos, e a fauna ictiológica dos lagos e rios inclui a carpa e o salmão pequeno.
A Albânia tem uma das piores taxas de perda de biodiversidade da Europa, de acordo com a comunidade científica. Isto deve-se a um modelo económico baseado no turismo de massas, artificialização da terra, caça ilegal e pesca predatória, corrupção e falta de política para proteger os ecossistemas.

## Demografia
A população é composta de albaneses (95%) e de uma minoria grega de 3%.

### Línguas
A língua oficial é o albanês. De acordo com o censo populacional de 2011, 98,767% da população declarou o albanês como sua língua materna. A língua padrão escrita e falada é proveniente de dois dialetos: Gheg e Tosk, embora tenha maior base no segundo. O divisor entre os dois dialetos é o rio Shkumbin. O grego é língua materna de 0,5% da população. Outras minorias étnicas que somam 0,6% falam línguas como arromeno, sérvio, macedônio, bósnio, búlgaro, gorani, romani e croata.
Os albaneses são considerados uma nação poliglota. Devido à imigração e à colonização do passado, falam geralmente mais de duas línguas. Inglês, italiano e grego são as mais difundidas, o que está crescendo devido ao retorno de imigrantes e às novas comunidades gregas e italianas no país.

### Religião
Em 1967 todas as mesquitas e igrejas foram fechadas e práticas religiosas proibidas. Em novembro de 1990 o governo começou a permitir práticas religiosas particulares.
De acordo com de acordo com o censo de 2023 a população albanesa dividia-se religiosamente da seguinte forma:
| Religião na Albânia | Religião na Albânia | Religião na Albânia | Religião na Albânia | Religião na Albânia |
| ------------------- | ------------------- | ------------------- | ------------------- | ------------------- |
| Religião            |                     |                     | % aprox.            |                     |
| Muçulmanos          | Muçulmanos          |                     | 50,67%              | 50,67%              |
| Cristãos            | Cristãos            |                     | 16,02%              | 16,02%              |
| Não declararam      | Não declararam      |                     | 15,92%              | 15,92%              |
| Sem-religião        | Sem-religião        |                     | 13,83%              | 13,83%              |
| Ateus               | Ateus               |                     | 3,55%               | 3,55%               |

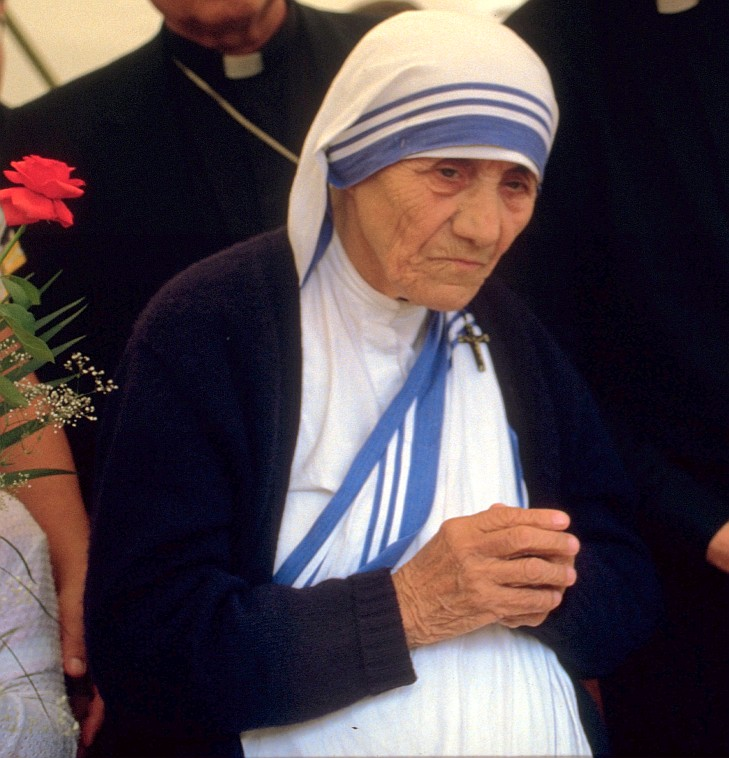
Madre Teresa de Calcutá, irmã nascida na Macedônia do Norte, mas de etnia albanesa, ganhadora do Prêmio Nobel da Paz em 1979, por seus esforços em ajudar os mais pobres.

Existe ainda uma minoria de Judeus estimada em menos de 0,1%. A Albânia foi o único país europeu onde houve crescimento no número de judeus durante o Holocausto, tendo esse número diminuído após a fundação do Estado de Israel.
A Igreja Adventista do Sétimo Dia, a Igreja de Jesus Cristo dos Santos dos Últimos Dias e as Testemunhas de Jeová também têm seguidores no país.

## Política e lei

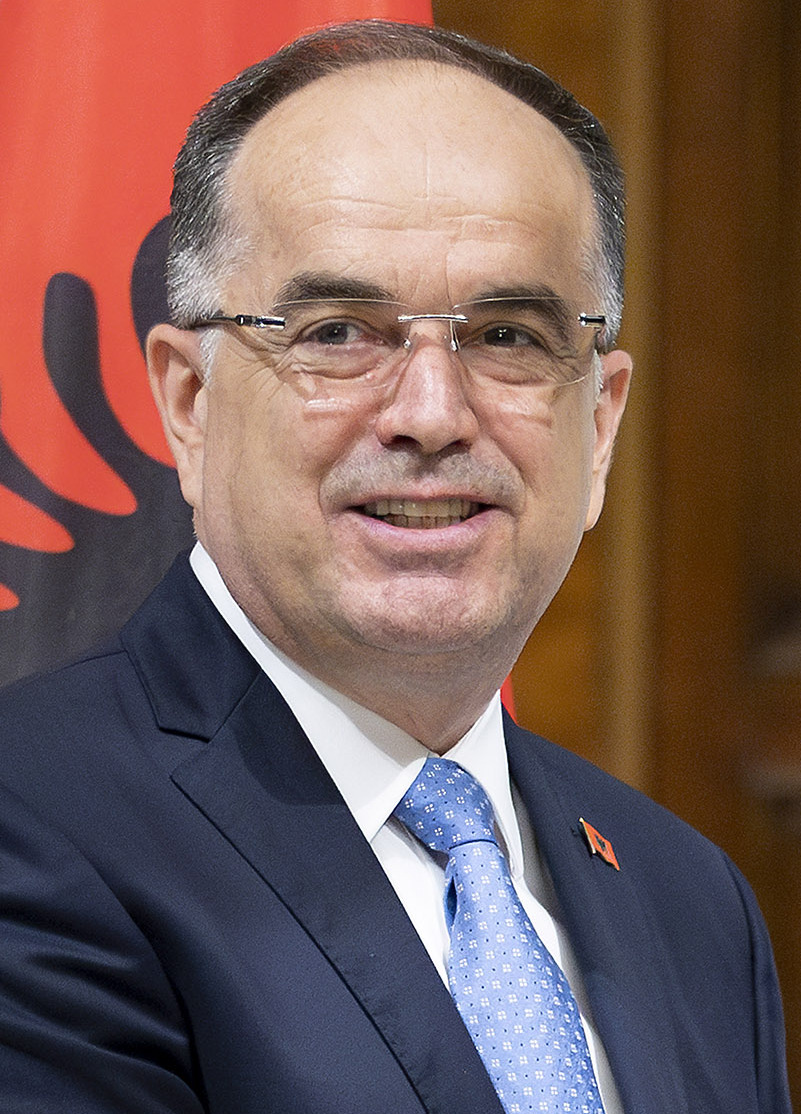
Bajram Begaj, atual Presidente

O chefe de estado é o presidente, que é eleito pelo Kuvendi Popullor, ou Assembleia do Povo. A maior parte dos 155 membros da Assembleia do Povo é eleita pelos albaneses em eleições realizadas de 5 anos em 5 anos. O presidente é ajudado por um conselho de ministros, que é nomeado por ele mesmo.

### Símbolos nacionais

#### A bandeira
A bandeira nacional da Albânia é uma bandeira vermelha com uma águia bicéfala negra. Deriva do brasão, de desenho similar, de Gjergj Kastriot Skanderbeg, um líder albanês do século XV que esteve à frente da revolta contra o Império Otomano que resultou num breve período de independência da Albânia, entre 1443 e 1478.
Seu desenho foi inspirado na águia bizantina, símbolo comum em toda Europa oriental. Com o comunismo, sua interpretação foi alterada para enaltecer a segurança e união do país, com uma cabeça voltada para o norte e outra para o sul.
A bandeira atual foi oficialmente adoptada a 7 de abril de 1992, mas anteriores estados albaneses, como o Reino da Albânia e o estado comunista do pós-guerra usaram uma bandeira basicamente igual, com o primeiro a incluir o "Capacete de Skanderbeg" sobre a águia e o segundo uma estrela vermelha orlada a amarelo na mesma posição.

#### O escudo
O emblema da Albânia é uma adaptação da bandeira da Albânia. O emblema acima da cabeça das duas-cabeças de águia é o capacete de Skanderbeg, encimada com cornos de cabra.
O emblema tem dimensões de 1:1.5. Em alguns países, a cor sable (preto) é considerada uma pele, enquanto que na heráldica inglesa e francesa é considerada uma cor.

#### Hino
Hymni i Flamurit é o hino nacional da Albânia. A letra foi escrita pelo poeta albanês Aleksander Stavre Drenova, tendo sido publicada originalmente como um poema na Liri e Shqipërisë (Liberdade da Albânia), um jornal albanês de Sófia, na Bulgária. A música do hino foi composta pelo compositor romeno Ciprian Porumbescu.

### Criminalidade e aplicação da lei
A responsabilidade da aplicação da lei no país é, primeiramente, da Polícia de Estado da Albânia. O país também possui uma unidade antiterrorista, chamada RENEA (Reparti i Neutralizimit të Elementit të Armatosur, em português: "Departamento de Neutralização de Elementos Armados").
Em uma lista com 43 países europeus segundo o índice de criminalidade, a Albânia foi classificada em 4° lugar, atrás de Rússia, França e Moldávia, respectivamente.
É um país com forte presença de corrupção, tráfico de pessoas e crime organizado. Muitos cidadãos também veem a Justiça albanesa como corrupta ou inefetiva.

### Kanun
É um código de leis consuetudinárias que o povo albanês traz desde a Era do Bronze. Voltou a "vigorar" em áreas mais remotas do país desde o colapso do Comunismo.
Graças a isso, homicídios são um problema no país, especialmente as "vinganças de sangue" (gjakmarrja) em áreas rurais do norte, além de crimes domésticos. Em 2014 cerca de 3 000 famílias estimadas estavam envolvidas em vinganças de sangue, que desde a queda do Comunismo levaram 10 000 pessoas à morte, justamente pela falta de Estado.

## Subdivisões
A Albânia está dividida em 12 prefeituras (em albanês:  qarke, singular qark), às vezes designadas regiões. As prefeituras estão por sua vez divididas em 36 distritos (em albanês:  rrethe, singular rrethi), às vezes traduzidos como subprefeituras. Apesar de terem sido dissolvidos em 2000, os distritos continuam mantendo papel administrativo. Os distritos estão subdivididos em 309 comunas (em albanês:  komuna) e 65 municipalidades (em albanês:  Bashkia). A municipalidade de Tirana, onde se localiza a capital, tem um estatuto especial.

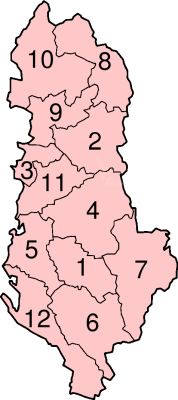
Prefeituras da Albânia.

| Nº | Prefeitura  | Distritos                        | Capital     |
| -- | ----------- | -------------------------------- | ----------- |
| 1  | Berat       | Berat, Kuçovë, Skrapar           | Berat       |
| 2  | Dibër       | Bulqizë, Dibër, Mat              | Peshkopi    |
| 3  | Durrës      | Durrës, Krujë                    | Durrës      |
| 4  | Elbasan     | Elbasan, Gramsh, Librazhd, Peqin | Elbasan     |
| 5  | Fier        | Fier, Lushnjë, Mallakastër       | Fier        |
| 6  | Gjirokastër | Gjirokastër, Përmet, Tepelenë    | Gjirokastër |
| 7  | Korçë       | Devoll, Kolonjë, Korçë, Pogradec | Korçë       |
| 8  | Kukës       | Has, Kukës, Tropojë              | Kukës       |
| 9  | Lezhë       | Kurbin, Lezhë, Mirditë           | Lezhë       |
| 10 | Shkodër     | Malësi e Madhe, Pukë, Shkodër    | Shkodër     |
| 11 | Tirana      | Kavajë, Tirana                   | Tirana      |
| 12 | Vlorë       | Delvinë, Sarandë, Vlorë          | Vlorë       |

## Economia

Principais produtos de exportação da Albânia em 2019.

A Albânia é um dos países mais pobres da Europa, com metade da população economicamente ativa acoplada ainda à agricultura e com um quinto trabalhando no exterior.
O país tem que tratar de uma taxa de desemprego elevada, de corrupção no governo e do crime organizado. A Albânia é ajudada financeiramente pela Itália e Grécia, das quais também importa muito, além de exportar pouco.
O dinheiro vem de empréstimos e de refugiados que trabalham no exterior.
Uma percentagem importante da renda nacional da Albânia vem do turismo, representando 10% de seu PIB, e este número deverá aumentar na próxima década. A Albânia acolheu cerca de 4,2 milhões de visitantes em 2012, principalmente de países vizinhos e da União Europeia. Em 2011, a Albânia foi listado como o destino turístico top a nível mundial, pelo Lonely Planet.
A maior parte da indústria do turismo está concentrada ao longo do Adriático e na costa do Mar Jônico. Este último tem as mais belas e intocadas praias e é muitas vezes chamado de a Riviera Albanesa. O aumento no número de visitantes estrangeiros é significativa, a Albânia tinha apenas 500 000 visitantes em 2005, enquanto em 2012 teve um número estimado de 4,2 milhões de turistas. Um aumento de 840% em apenas sete anos.
A maioria dos turistas internacionais que vão para a Albânia são de Cosovo, Macedônia do Norte, Montenegro, Grécia e Itália.
O governo do primeiro-ministro Edi Rama, no poder desde 2013, adoptou um roteiro económico neoliberal. Está a reduzir a despesa pública e a promover parcerias público-privadas, uma fonte de rápido enriquecimento para um círculo de empresários próximos do governo, na maioria dos sectores (turismo, ensino superior, saúde, obras públicas, cultura, etc.). O Fundo Monetário Internacional (FMI), tradicionalmente favorável a estas políticas, considerou, no entanto, que o governo albanês estava a avançar demasiado depressa para privatizar e expor o país a "riscos fiscais significativos".
O tráfico de droga cresceu consideravelmente nos últimos anos, sendo responsável por quase um terço do PIB em 2017. Segundo estimativas aduaneiras italianas, 753 000 plantas de cannabis foram destruídas em 2016, em comparação com 46 000 em 2014. Esta destruição teria afectado apenas 10% da área cultivada. Políticos e homens de negócios de primeiro plano estão envolvidos neste tráfico.

## Infraestrutura

### Educação
Antes dos comunistas chegarem ao poder, a taxa de alfabetização na Albânia era muito baixa, apenas 15%. Escolas eram escassas na época entre a Primeira Guerra Mundial e a Segunda. Quando os comunistas chegaram ao poder em 1944 o regime queria acabar com o analfabetismo. O regulamento era tão estrito que qualquer um entre 12 e 40 anos que não pudesse ler ou escrever era mandado para participar de aulas para aprender. Desde essa época de luta contra o analfabetismo a taxa de alfabetização aumentou bastante. Em 2008 a taxa de alfabetismo na Albânia era de 98,7%, sendo a taxa para os homens de 99,2% e para as mulheres de 98,3%. Desde os mais largos êxodos rurais na década de 1990, a educação se moveu também, com milhares de professores se mudando para as áreas urbanas acompanhando seus estudantes.

### Saúde
Quando Hoxha chegou ao poder da Albânia os serviços se tornaram nacionalizados e gratuitos, foram estendidos até os vilarejos mais remotos, houve uma queda da mortalidade e a expectativa de vida aumentou drasticamente, aspectos que o país herda até hoje. A maioria dos hospitais se localizam em Tirana e Durrës. A Faculdade de Medicina da Universidade de Tirana (Universiteti i Tiranës) é a principal instituição na área de saúde mas há também escolas de enfermagem em várias outras cidades.
As doenças relacionadas ao sistema circulatório são a principal causa de morte, sendo a segunda causa as doenças de Neoplasia.

### Transportes
Atualmente, há três rodovias principais de quatro pistas na Albânia: a rodovia que conecta Durrës com Tirana; Durrës com Lushnjë e a rodovia Albânia-Kosovo.
A rodovia Albânia-Kosovo é a mais importante rota de conexão do Kosovo à costa do Mar Adriático, na Albânia. A rodovia no lado albanês foi concluída em junho de 2009, levando apenas duas horas e meia para ir da fronteira com o Kosovo a Durrës. No total, a rodovia possui cerca de 250 km até Pristina. O projeto foi o maior e mais caro projeto de infraestrutura já realizado na Albânia. O custo da rodovia foi estimado em 800 milhões de euros, embora a despesa exata de toda a rodovia ainda não tenha sido confirmada pelo governo.
Duas rodovias adicionais serão construídas na Albânia em um futuro próximo: o 8º Corredor, que ligará a Albânia com a Macedônia do Norte e a Bulgária, e a rodovia norte-sul, que é proporcional ao lado albanês da rodovia Adriático-Jônica, uma rodovia regional maior, que liga a Croácia à Grécia ao longo das costas do Adriático e do Jônio. Quando todos os três corredores forem concluídos, a Albânia terá cerca de 759 km de rodovias conectando-a com todos os seus países vizinhos: Kosovo, Macedônia do Norte, Montenegro e Grécia.

## Cultura

### Música
A música é um meio potente de expressão nacional para os albaneses. A Iso-polifonia folclórica albanesa é, desde 2005, reconhecida pela Unesco como Património Cultural Imaterial da Humanidade. Enquanto o Festival Albanês da Canção, organizado pela Radiotelevisão Albanesa determina o representante da Albânia no Festival Eurovisão da Canção, o Festival Nacional do Povo Albanês, de música tradicional e que ocorre quinquenalmente em Gjirokastër, é referido como o evento cultural mais importante da Albânia.
No século XXI, cantoras de música pop contemporânea de etnia albanesa como Rita Ora, Bebe Rexha, Era Istrefi, Ava Max, Bleona Qereti, Elvana Gjata e Dua Lipa alcançaram sucesso no cenário internacional.

### Culinária

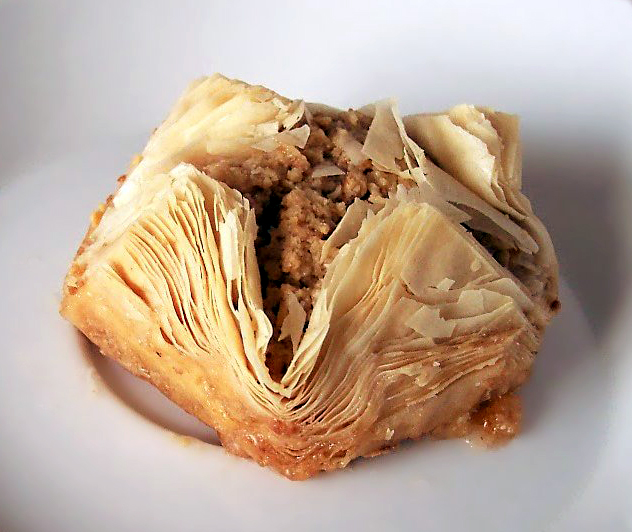
Baklava, doce típico da Albânia e de outros países do Mediterrâneo.

A culinária da Albânia consiste de pratos locais das várias regiões da Albânia. Muitos destes pratos são típicos dos Balcãs e do Mediterrâneo, mas alguns são especialidades locais. A refeição principal dos albaneses é o arroz e feijão, que é em geral acompanhado por uma salada de vegetais frescos, tais como tomates, pepinos, pimentos, azeitonas, azeite, vinagre e sal.
O boza é uma bebida fermentada feita de farinha de trigo, farinha de milho, açúcar e água, tradicional em todos os países que fizeram parte do Império Otomano.